# Your Betrayal
«Your Betrayal» (укр. Твоя зрада) — це перший сингл валлійського металкор-гурту Bullet for My Valentine з їх третього альбому, що має назву «Fever». Продюсером виступив Дон Гілмор.

## Про сингл
Композицію планувалося випустити для ротації на радіо 8 березня 2010, але 2 березня сингл став доступний для цифрового завантаження на iTunes разом з треком «Begging for Mercy». Перед цим композиція «Begging for Mercy» була доступна для вільного цифрового завантаження 14 лютого того ж року на офіційному сайті гурту протягом короткого часу. На композицію було відзняте музичне відео, режисером якого виступив Пол Браун. Пісня «Your Betrayal» був номінована на нагороду Kerrang! за найкращий сингл.
Композиція стала одним із саундтреків до гри «NHL 11», а також була випущена контентом, який можна завантажити, у грі «Rock Band 3».  Пісня також була використана в телевізійному ролику до фільму «Солт».

## Список композицій
| #                        | Назва               | Тривалість |
| ------------------------ | ------------------- | ---------- |
| 1.                       | «Your Betrayal»     | 4:52       |
| 2.                       | «Begging for Mercy» | 3:55       |
| Загальна тривалість 8:47 |                     |            |

## Позиції у чартах
| Чарти (2010)                                | Найвища позиція |
| ------------------------------------------- | --------------- |
| UK Singles Chart (Official Charts Company)  | 197             |
| UK Rock and Metal (Official Charts Company) | 10              |
| US Alternative Airplay (Billboard)          | 25              |
| US Hot Rock & Alternative Songs (Billboard) | 18              |
| US Mainstream Rock (Billboard)              | 5               |

## Учасники запису
Інформація про учасників запису запозичена з сайту AllMusic:
- Меттью Так — вокал, ритм-гітара
- Майкл Педжет — гітара, беквокал
- Джейсон Джеймс — бас-гітара, вокал
- Майкл Томас — барабани